# STS-51-G
La misión STS 51-G fue el vuelo número dieciocho  del Transbordador Espacial y el quinto  vuelo del Discovery. Los objetivos de la misión fueron el de desplegar varios satélites de comunicación y el transporte de experimentos de diversa índole. Entre la tripulación se encontraba Salman bin Abdulaziz nieto del rey Abdelaziz bin Saud de Arabia Saudita, se encontraba a bordo como especialista de carga. Al Saud se convirtió en el primer  árabe, el primer musulmán y el primer miembro de una familia real de volar al espacio.

## Tripulación
| Puesto                   | Astronauta                           | Astronauta                           |
| ------------------------ | ------------------------------------ | ------------------------------------ |
| Comandante               | Daniel C. Brandenstein Segundo vuelo | Daniel C. Brandenstein Segundo vuelo |
| Piloto                   | John O. Creighton Primer vuelo       | John O. Creighton Primer vuelo       |
| Especialista de misión 1 | Shannon W. Lucid Primer vuelo        | Shannon W. Lucid Primer vuelo        |
| Especialista de misión 2 | John M. Fabian Segundo vuelo         | John M. Fabian Segundo vuelo         |
| Especialista de misión 3 | Steven R. Nagel Primer vuelo         | Steven R. Nagel Primer vuelo         |
| Especialista de carga 1  | Patrick Baudry, CNES Único vuelo     | Patrick Baudry, CNES Único vuelo     |
| Especialista de carga 2  | Salman bin Abdulaziz Único vuelo     | Salman bin Abdulaziz Único vuelo     |

## Parámetros de la misión
- Masa:
  - Orbitador al despegue: 116 357 kg
  - Orbitador al aterrizaje: 92 610 kg
  - Carga: Satélites Arabsat 1-B (Arabia Saudita), Morelos I (México) y Telstar 3-D (AT&T) ~ 38,096 libras (17 280 kg)
- Perigeo: 353.3 km
- Apogeo: 354.9 km
- Inclinación: 28.45°
- Periodo orbital: 91.8 min